# Amílcar Barcínio Pinto
Amílcar Barcínio Pinto (Lisboa, Santa Justa, 20 de junho de 1869 — Lisboa, Santa Isabel, 24 de novembro de 1947) foi um oficial general do Exército Português que, entre outras funções de relevo, foi Ministro da Guerra do 6.º governo da ditadura militar, em funções de 8 de julho de 1929 a 21 de janeiro de 1930.